# George Schaefer
George Schaefer (Brooklyn, 5 novembre 1888 – 8 agosto 1981) è stato un produttore cinematografico statunitense nonché presidente dell'RKO Pictures durante la realizzazione del film Quarto potere.

## Biografia
Nel 1920 iniziò a lavorare alla Paramount e nel 1933 ne divenne direttore generale. Fu poi vicepresidente e direttore esecutivo della United Artists. Nel 1938 venne nominato presidente dell'RKO Pictures. Fu licenziato nel 1942 a causa dei contrasti suscitati da L'orgoglio degli Amberson, secondo film di Orson Welles, e degli scarsi risultati ottenuti al botteghino dai film dello studio.
Altri film realizzati dalla RKO durante la presidenza di Schaefer furono Gunga Din (1939), Notre Dame (1939), Abramo Lincoln (1940) e L'oro del demonio (1941).
Schaefer fu la prima persona a ricevere il premio della Motion Picture Association of America dedicato all'impegno civile e sociale. È stato impersonato da Roy Scheider nel film televisivo RKO 281 - La vera storia di Quarto potere (1999).